# Rueda de Jalón
Rueda de Jalón è un comune spagnolo di 359 abitanti situato nella comunità autonoma dell'Aragona. Il paese è dominato da una imponente fortezza eretta in epoca islamica (IX secolo) dove si rifugiò l'emiro di Saragozza dopo la conquista della città (1118) da parte dei cristiani.